# Ману сірий
Ману́ сірий (Cercomacra cinerascens) — вид горобцеподібних птахів родини сорокушових (Thamnophilidae). Мешкає в Південній Америці.

## Опис
Довжина птаха становить 14,5 см. Самець сірий з темно-сірим хвостом. На покривних перах в нього білі плями, кінчики рульових пер білі. Верхня частина тіла самиці оливково-коричнева, нижня частина тіла світло-охристо-коричнева, хвіст темно-коричневий. На крилах і хвості білі плями, як у самця.

## Підвиди
Виділяють чотири підвиди:
- C. c. cinerascens (Sclater, PL, 1857) — південна Венесуела, південно-східна Колумбія, схід Еквадору, північний схід Перу, північний захіл бразильської Амазонії;
- C. c. immaculata Chubb, C, 1918 — східна Венесуела, Гаяна, Французька Гвіана, Суринам, північний схід бразильської Амазонії;
- C. c. sclateri Hellmayr, 1905 — схід Перу, південний захід бразильської Амазонії, північно-західна Болівія;
- C. c. iterata Zimmer, JT, 1932 — південний схід бразильської Амазонії, північно-східна Болівія.

## Поширення й екологія
Сірі ману живуть в густих кронах і на узліссях в амазонській сельві на висоті до 900 м над рівнем моря.